# Serguéi Zambalov
Serguéi Zambalov –en ruso, Сергей Замбалов– (29 de septiembre de 1964) es un deportista ruso que compitió en lucha libre. Ganó una medalla de bronce en el Campeonato Mundial de Lucha de 1993 y una medalla de bronce en el Campeonato Europeo de Lucha de 1994.

## Palmarés internacional
| Campeonato Mundial | Campeonato Mundial | Campeonato Mundial | Campeonato Mundial |
| Año                | Lugar              | Medalla            | Categoría          |
| ------------------ | ------------------ | ------------------ | ------------------ |
| 1993               | Toronto (Canadá)   | Medalla de bronce  | 52 kg              |
| Campeonato Europeo |                    |                    |                    |
| Año                | Lugar              | Medalla            | Categoría          |
| 1994               | Roma (Italia)      | Medalla de bronce  | 52 kg              |